# Rumbi Katedza
Rumbi Katedza, née le 17 janvier 1974, est une productrice et réalisatrice de film zimbabwéenne,,. 

## Jeunesse et éducation
Elle fait ses études primaires et secondaires à Harare, au Zimbabwe. Katedza obtient un baccalauréat ès arts en anglais de l'Université McGill au Canada, en 1995. En 2008, Katedza reçoit la bourse Chevening qui lui permet de poursuivre ses études en cinéma. Elle est également titulaire d'une maîtrise en réalisation cinématographique du Goldsmiths College de l'Université de Londres. 

## Carrière
Katedza a de l'expérience dans la production cinématographique et télévisuelle, la réalisation, la rédaction ainsi que dans la production et la présentation de programmes radiophoniques. De 1994 à 2000, elle produit et présente des émissions de radio sur les questions relatives aux femmes, aux arts et à la culture, au hip hop et à l'acid jazz pour CKUT-FM (Montréal) et ZBC Radio 3 (Zimbabwe),. De 2004 à 2006, elle est directrice du Festival international du film du Zimbabwe. Elle y produit la série « cartes postales du Zimbabwe ». En 2008, Katedza fonde Mai Jai Films et produit de nombreux films et productions télévisées sous cette bannière. 
Rumbi Katedza est chargée de cours à temps partiel à l'Université du Zimbabwe, au département des arts du théâtre. Elle est juge et observatrice aux National Arts Merit Awards, chargée de surveiller les nouvelles productions cinématographiques et télévisuelles tout au long de l'année au nom du Conseil national des arts du Zimbabwe (en). Elle fait également pression sur le gouvernement du Zimbabwe pour qu'il soutienne activement l'industrie du film,. 
En 2015, elle donne une conférence TED intitulée « Growing up 'other' » sur le fait d'être une zimbabwéenne vivant dans et hors du Zimbabwe. 

## Filmographie
- Danai (2002)[1]
- Postcards from Zimbabwe (2006)
- Trapped (2006 - Rumbi Katedza, Marcus Korhonen)
- Asylum (2007)[4]
- Insecurity Guard (2007)[4]

- Tariro (2008)[13]
- Big House, Small House (2009)
- The Axe and the Tree (2011)
- The Team (2011)[14]
- Playing Warriors (2012)[15]